# ヨシヤ
ヨシヤ（ヘブライ語: יאשיהו, Yošiyyáhu,  Yôšiyyāhû, Josiah、? - 紀元前609年、在位：紀元前640年/紀元前641年 - 紀元前609年）は、旧約聖書「列王記」などに登場するユダ王国の王。ヘブライ語で「ヤハウェが助ける」の意味。ヨシアとも。

## アッシリアからの独立
ヨシアの治世時に、それまで新アッシリア帝国（アッシリア）に従属していたユダ王国は、アッシリアの衰退によって一時独立を回復した。独立を回復したヨシアは、ユダ国家の立て直しの為に、後述する宗教的ナショナリズムを高める政策を行う。

## ユダヤ教改革者としてのヨシヤ
8歳で即位したが、16歳頃にユダヤ教徒にとっての神・ヤハウェを求め始め、20歳頃から規範的ヤハウェ信仰以外の宗教信者の崇拝崇敬する像を偶像と侮蔑して取り除き始めた。これは現代で「申命記改革」と伝えられ、旧約聖書の中では優れた王として描かれる。祭司ヒルキヤが改革を助けた。
ユダヤ教聖典の記述が正しいとするならば、ヨシヤは規範的ヤハウェ信仰への強い信仰と誇りを持っていたし、それを政策でも反映させた。世俗的動機とのつながりもあり、純粋な精神世界だけの理由ではない。多くの国同様、当時のオリエントでも国家の独立とは信ずる神の独立であり、逆に国家の隷属とはその国家の信ずる神が宗主国の神の下部に置かれたり、はなはだしいばあい信仰を禁じられ、宗主国の神（ユダヤの場合、バビロニアやエジプト、ギリシャの神々を押し付けられた。またユダ王国やイスラエル王国も、モアブなどの属国にヤハウェ信仰を強制した。ヨシアはアッシリアの衰退によって生じた権力の空白に伴いユダ王国の独立を回復したが、アッシリアやエジプト、フェニキア人諸国家、バビロニアなどと対等な独立国家・独立民族であるユダ王国・ユダヤ人が他国の神を拝めることは世俗的誇りとしても許せなかったし、ユダ国家の自立を宣言する上で民族神へのゆるぎない忠誠と結束は、ユダの独立を守る決意を示すパフォーマンスでもあった。

## メギドでの敗北と破滅

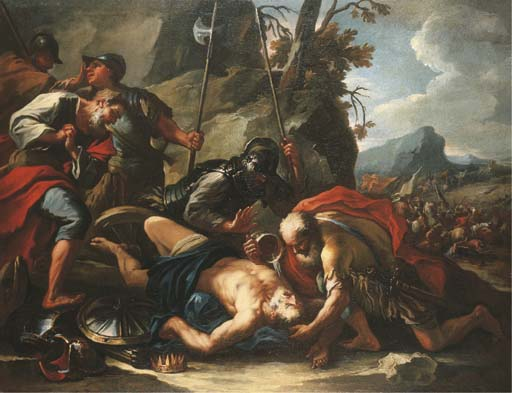
ヨシアの最期（フランチェスコ・コンティ作）

ユダヤ教聖典の記述他によると、エジプト第26王朝のファラオ・ネコ2世は、崩壊していたアッシリアの残存勢力を支援し、新バビロニアを撃破するため、メソポタミアに遠征した。しかしその途中では、必然的にパレスチナに位置するユダの領土を通過する必要があり、実際に領土内に侵入した後、ユダ王であるヨシアに、エジプト軍のユダ領土内での無事な通行を保障するよう要請した。
この時『列王記（下）』第23章と『歴代誌（下）』第35章ではヨシアはネコ2世をわざわざ妨害しようと出て行ってメギドでエジプト軍の矢を受けて死亡した（メギドの戦い）。
後のユダヤ人もヨシヤがなぜこのような事をしたのかよく分からなかったらしく、フラウィウス・ヨセフスは『ユダヤ古代誌』第X巻5章1節で「（ヨシヤの行動理由は）運命の女神 が彼を滅ぼす口実にしたと思われる」と説明になってない説明をしている。

## 死後のユダ王国
メギドでのヨシヤの死後、一度はヨシヤの子ヨアハズが即位したが、戦の帰り道に立ち寄ったネコ2世はヨアハズを廃位してヨアハズの次兄エホヤキムを新しい王にした。ヨシヤの死により彼の行なっていた改革の殆どは無に帰した。また、ヨシヤの敗北により、ユダの完全独立は再び失われ、エジプトに金銀を納めさせられる従属国となった。その後、エジプトをカルケミシュの戦いで撃破した新バビロニアの従属国になったがエホヤキムは反逆して、エルサレムが包囲される事態を招き、包囲中に死去。子でヨシヤの孫にあたるエホヤキンが3ヶ月と10日の治世の後、エルサレムが陥落、エホヤキンは第一次バビロン捕囚でバビロンに連行され幽閉。叔父ゼデキヤが王位に就けられたが彼も反逆、二度目のエルサレム包囲で完全にエルサレムは陥落、ゼデキヤもバビロン捕囚（第二次）でバビロンに連行されそこで死んだ。このようにヨシヤの3人の息子と1人の孫が王位に登ったが、新バビロニアやエジプトといったオリエント世界の強国に対して有効な対策を何ら打ち出せずに翻弄され、二度のバビロン捕囚を経て滅亡した。ヨシヤの死から約20年後のことである。

## 家族
少なくともハムタルとゼビダという2人の妻がいた。
息子
- ヨハナン - 長男。早世したと見られる。母は不明。
- エホヤキム - 次男。母はゼビダ。第18代王。当初はネブカドネザル2世に従属していたが反逆、バビロンにエルサレムを包囲される事態を招く。包囲中に死去。
- ヨアハズ - 三男。母はハムタルでゼデキヤの同母兄。エホアハズとも。第17代王。ネコ2世によってエジプトへ連れ去られ、その地で死去した。
- ゼデキヤ - 四男。母はハムタルでヨアハズの同母弟。元の名はマタヌヤ。第20代王にして最後の王。異母兄エホヤキムと同じく、当初はネブカドネザル2世に従属した後、反逆し、エルサレムは遂に陥落。バビロンへと連行され、目の前で子供達を殺された後、両眼を抉り取られて盲目にされ、死ぬまで銅の足枷という鎖に繋がれて、生涯を終えた。甥エホヤキンとは対照的な生涯であった。

孫
- エホヤキン - 名が分かっている唯一の孫。父はエホヤキム。父の死後、第19代王となるが、治世は3ヶ月と10日しか続かず、第一次バビロン捕囚でバビロンへ連行された。しばらくは幽閉されていたが、ユダ王国を滅ぼしたネブカドネザル2世の跡を継いだ息子アメル・マルドゥクの治世中に釈放されて高い位を与えられ、生活費を支給された。その後の消息は不明だが叔父ゼデキヤとは対照的な生涯であった。複数の息子が確認でき、その末裔がイエス・キリストに繋がるとされる。
- ゼデキヤの子供達 - 人数、性別、名前は不明。バビロンに連行されたゼデキヤの目の前で殺害された。没年齢も不明だが、ゼデキヤが30代で死去したと見られることから、それほど高くはなかったと推測される。